# Гальяй, Ана
Ана Гальяй (исп. Ana Gallay; 16 января 1986; Ногоя, Аргентина) — аргентинская пляжная волейболистка, участница летних олимпийских игр 2012 года, чемпионка Панамериканских игр 2015.

## Спортивная биография
Первым крупным международным турниром для Гальяй стали Панамериканские игры 2011 года в мексиканской Гвадалахаре. На турнире Ана Гальяй выступала в паре с Марией Зонтой. На групповом этапе аргентинские волейболистки одержали лишь одну победу и, заняв третье место выбыли из дальнейшей борьбы за медали.
На летних Олимпийских играх Гальяй дебютировала в 2012 году в Лондоне. Групповой этап для Гальяй и Зонты сложился неудачно. Аргентинская пара потерпела поражения во всех трёх встречах, не выиграв при этом ни одного сета. По окончании Игр Гальяй стала выступать в паре с Джорджиной Клуг.
В 2015 году аргентинская пара приняла участие в чемпионате мира. В каждом матче группового этапа Гальяй и Клуг навязывали соперницам серьёзную борьбу, но так и не смогли выиграть ни одного матча. Спустя всего две недели после окончания мирового первенства Гальяй завоевала свою первую значимую награду, став вместе с Клуг победительницей Панамериканских игр.